# Cimitero urbano di Novara
Il cimitero urbano di Novara è il principale camposanto della città piemontese, avente l'ingresso in via Cernaia.

## Storia
Con l'emanazione dell'Editto di Saint Cloud, nel 1804, che proibiva le sepolture all'interno delle mura cittadine, anche Novara collocò il nuovo cimitero ai suoi margini, vicino all'Abbazia di San Nazzaro della Costa, dove si estende a tutt'oggi un'area boschiva divenuta proprietà comunale nel 1808. 
Risale al 7 gennaio 1803 il primo progetto di un camposanto sulla Costa di San Nazzaro, firmato da Luigi Orelli, per una spesa prevista di 54,086 lire milanesi a cui si aggiunsero le 287,6 lire milanesi versate dal comune di Novara alle monache di Sant'Agnese per la cessione del terreno. L'opera fu approvata definitivamente dal consiglio comunale novarese il 13 gennaio 1805 e lo stesso architetto Orelli produsse un nuovo progetto. La prima pietra fu posata il 18 giugno 1809 con la benedizione del vescovo Vittorio Filippo Melano.
Nel 1817 iniziarono i lavori di costruzione della cappella, alla presenza del sindaco Cattaneo e del podestà Gautieri.
Nel cimitero sono presenti diverse sculture realizzate da Giuseppe Argenti, come il monumento Melchioni, il monumento Tornielli, il monumento Lepez ed altri.
Dalla seconda metà dell'Ottocento il cimitero venne ampliato fino ad arrivare all'aspetto odierno.
Tra il 1931 e il 1933 l'architetto Giovanni Lazanio costruì la capella-ossario e l'ingresso e, tra gli anni 1946 e 1950, mentre era responsabile dei cimiteri cittadini, realizzò ulteriori opere di ampliamento.

## Sepolture illustri
- Guido Cantelli
- Giacomo Fauser
- Sebastiano Vassalli (cremato)